# Oxalis simplicifolia
Oxalis simplicifolia ist eine Pflanzenart aus der Gattung Sauerklee (Oxalis) innerhalb der Familie der Sauerkleegewächse (Oxalidaceae). Sie ist nur von der Insel Ua Huka, die zu den Marquesas-Inseln im südlichen Pazifik gehört, bekannt.

## Beschreibung

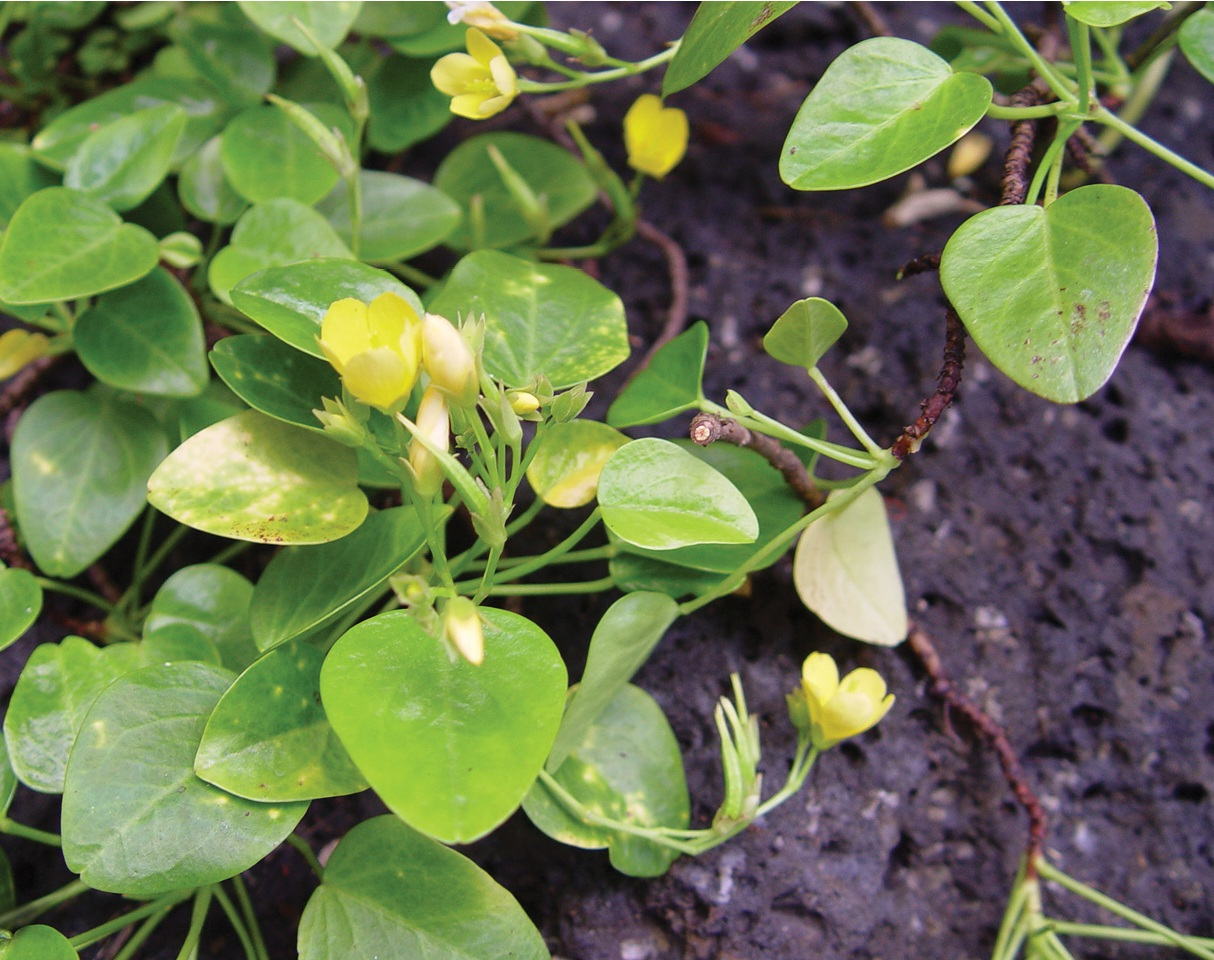
Nahaufnahme der Blüten und Früchte

### Erscheinungsbild und Blatt
Oxalis simplicifolia wächst als ausdauernde, verholzende krautige Pflanze oder als Halbstrauch und erreicht Wuchshöhen von 20 bis 50 Zentimetern. Die spärlich verzweigten Stängel sind niederliegend, ausladend oder aufrecht. Junge Stängel sind spärlich behaart und verkahlen mit der Zeit. Ältere Stängel haben eine glatte, rötlich braune bis dunkelbraune Rinde und werden 2 bis 3 Millimeter dick. An der verdickten Basis der Blattstiele befinden sich haarige Büschel.
Die spiralig an der Sprossachse verteilt angeordneten Laubblätter sind in Blattstiel und Blattspreite gegliedert. Der 2 bis 4,5 Zentimeter lange und 0,6 bis 0,8 Millimeter dicke Blattstiel hat einen abgeflachten Querschnitt und ist kahl oder mit wenigen Haaren besetzt. Die einfache, etwas ledrige und kahle Blattspreite ist bei einer Länge von 1,5 bis 4,7 Zentimetern sowie einer Breite von 1,2 bis 3,7 Zentimetern eiförmig bis breit-eiförmig geformt. Die Oberseite der Spreite ist dunkelgrün und die Unterseite gelbgrün gefärbt. Die Spreitenbasis ist stumpf, abgerundet oder gestutzt, die Spreitenspitze stumpf und ausgerandet und die dünnen Spreitenränder sind ganzrandig. Die Blattflächen sind fiedernervig.

### Blütenstand und Blüte
Die seitenständigen, aber fast endständig an den Zweigen stehenden, doldigen Blütenstände sind 5 bis 8 Zentimeter lang und enthalten 5 bis 13 Blüten. Der Blütenstand endet in einer Einzelblüte sowie in zwei 1,8 bis 4 Zentimeter langen Blütenstandsachsen mit jeweils zwei bis sechs Blüten. Die Tragblätter sind spärlich mit nadelförmigen Haaren und Trichomen besetzt und bei einer Länge von 1 bis 2 Millimetern sowie einer Breite von 0,3 bis 0,4 Millimetern linealisch-pfriemlich. Der Blütenstandsstiel ist 4 bis 8 Zentimeter lang.
Die zwittrigen Blüten sind radiärsymmetrisch und fünfzählig mit doppelter Blütenhülle. Die fünf Kelchblätter sind bei einer länge von 5 bis 7 Millimetern und einer Breite von 1,7 bis 2 Millimetern annähernd länglich-eiförmig mit einem spitz zulaufenden oberen Ende. Sowohl die Ober- als auch die Unterseite der Kelchblätter ist mit köpfigen Trichomen bedeckt. Die fünf gelben Kronblätter sind bei einer Länge von 1 bis 1,2 Zentimetern sowie einer Breite von etwa 0,5 Zentimetern annähernd verkehrt-eiförmig bis länglich-elliptisch mit stumpfem oder gerundetem oberen Ende. Es sind zwei Kreise mit je fünf Staubblättern vorhanden, wobei die längeren 7 bis 8 Millimeter und die kürzeren 5,5 bis 6 Millimeter lang sind. Die Staubfäden sind an ihrer Basis miteinander verwachsen. Die nieren- bis annähernd kugelförmigen Staubbeutel sind 0,4 bis 0,5 Millimeter groß. Das Gynoeceum ist 1 bis 1,4 Zentimeter lang und weist einen 6 bis 7 Millimeter langen, annähernd eiförmigen bis zylindrischen Fruchtknoten, fünf 1 bis 2,5 Millimeter lange Griffel sowie eine leicht verdickte, warzige Narbe auf. Die Frage ob bei Oxalis simplicifolia ebenfalls wie bei vielen anderen Oxalis-Arten Heterostylie, also unterschiedliche Blütenmorphen auftreten kann nach derzeitigem Wissensstand nicht eindeutig beantwortet werden, da alle bisher gesammelten und untersuchten Exemplare die gleiche Blütenmorphe aufwiesen.

### Früchte und Samen
Die eiförmig-zylindrischen, glatten Kapselfrüchte sind 10 bis 11 Millimeter lang und 2 bis 2,5 Millimeter dick. Zur Reife sind sie gerade und nicht verdreht. Auf der Innenseite sind die Früchte zottig behaart und enthalten jeweils rund 40 Samen. Die glänzend braunen, runzeligen Samen sind bei einer Länge von 0,8 bis 0,9 Millimetern sowie einem Durchmesser von etwa 0,5 Millimetern elliptisch und etwas abgeflacht.

## Vorkommen
Das natürliche Verbreitungsgebiet von Oxalis simplicifolia liegt auf den Marquesas-Inseln im südlichen Pazifik. Es umfasst dort nur die Insel Ua Huka, von wo bisher jeweils eine Population aus der Nähe von Hanahouua sowie aus der Gegend um die beiden Dörfer Hane und Hokatu bekannt ist.
Oxalis simplicifolia wächst in der strauchigen und krautigen Vegetationsschicht, welche sich auf steilen Basaltklippen über mäßig feuchten bis feuchten Wäldern gebildet hat. In den Wäldern wachsen unter anderem Freycinetia impavida, der Lindenblättrige Eibisch, Pandanus tectorius und Pisonia grandis. An den beiden Standorten findet man auch die Art Oxalis gagneorum, welche scheinbar mit Oxalis simplicifolia vergesellschaftet wächst.

## Systematik
Die Erstbeschreibung von Oxalis simplicifolia erfolgte 2011 durch David H. Lorence und Warren L. Wagner in PhytoKeys. Das Artepitheton simplicifolia verweist auf die einfachen, ungeteilten Blätter.
Die systematische Stellung von Oxalis simplicifolia innerhalb der Gattung Oxalis ist nicht eindeutig geklärt, was unter anderem auch daran liegt, dass keine DNA-Sequenzen aus dem gesammelten Material gewonnen werden konnten. Wenn man den von Alicia Lourteig in den Jahren 1994 und 2000 veröffentlichten Monografien zur Gattung Oxalis folgt, würde die Art der Untergattung Monoxalis zugeordnet werden, welche bisher die beiden in den südwestlichen USA und in Mexiko heimischen Arten Oxalis dichondrifolia und Oxalis robusta umfasst. Keine der beiden Arten weist jedoch eine morphologische Ähnlichkeit mit Oxalis simplicifolia auf. Möglicherweise ist Oxalis simplicifolia jedoch auch mit der ebenfalls auf den Marquesas heimischen Art Oxalis gagneorum verwandt.